# Kohei Okuno
Kohei Okuno (født 3. april 2000) er en japansk fodboldspiller, som spiller for den japanske fodboldklub Gamba Osaka.